# الدوري السعودي للمحترفين 2010–11
الدوري السعودي للمحترفين 2010–2011 هو البطولة الرئيسية لـكرة القدم في المملكة العربية السعودية. أطلق عليه الاسم " دوري زين السعودي للمحترفين. بعد حصول مجموعة زين على حقوق الرعاية الحصرية للدوري. دخل نادي الهلال كحامل للقب. سيصبح هذا الموسم هو أول موسم يشارك به 14 فريقا للمنافسة على البطولة وذلك بعد قرار اتحاد كرة القدم السعودي  على زيادة الفرق المشاركة إلى 14 فريقا بدلا من 12. وتبدأ المسابقة في 14 أغسطس 2010 

## التأهيل والجوائز المادية
الثلاث الأوائل في الدوري والفائز بـكأس الملك يتأهلون مباشرة دوري أبطال آسيا. اصحاب المركز الرابع والخامس يتأهلون إلى كأس الخليج للأندية.اصحاب المركز السادس والسابع دوري أبطال العرب. واصحاب المراكز الست الأولى يتأهلون إلى كأس الملك.

### الجوائز المالية
- المركز الأول: 2.5 مليون ريال سعودي
- المركز الثاني: 1.5 مليون ريال سعودي
- المركز الثالث: 1 مليون ريال سعودي [4]

## الأندية المشاركة
| الفريق              | المدرب           | الجنسية   | المدينة | الملعب                                 | السعة  | موسم 2009–2010          | ملاحظات                      |
| ------------------- | ---------------- | --------- | ------- | -------------------------------------- | ------ | ----------------------- | ---------------------------- |
| نادي الهلال السعودي | غابرييل كالديرون | الأرجنتين | الرياض  | استاد الملك فهد                        | 69,000 | الأول                   | متأهل إلى دوري أبطال آسيا    |
| نادي الإتحاد        | أنتونيو أوليفيرا | البرتغال  | جدة     | استاد الأمير عبد الله الفيصل           | 24,000 | الثاني                  | متأهل إلى دوري أبطال آسيا    |
| نادي النصر          | دراغان سكوسيتش   | كرواتيا   | الرياض  | استاد الملك فهد                        | 69,000 | الثالث                  | متأهل إلى دوري أبطال آسيا    |
| نادي الشباب         | انزو هيكتور      | الأرجنتين | الرياض  | استاد الملك فهد                        | 69,000 | الرابع                  | متأهل إلى دوري أبطال آسيا    |
| نادي الوحدة         | مختار علي مختار  | مصر       | مكة     | استاد الملك عبد العزيز                 | 28,550 | الخامس                  | متأهل إلى كأس الخليج للأندية |
| نادي الأهلي         | ألكسندر أليتش    |           | جدة     | استاد الأمير عبد الله الفيصل           | 24,000 | السادس                  | متأهل إلى كأس الخليج للأندية |
| نادي الحزم          | غوران ميسيفتش    | صربيا     | الرس    | ملعب نادي الحزم                        | 11,000 | السابع                  | متأهل إلى دوري أبطال العرب   |
| نادي الفتح          | فتحي الجبال      | تونس      | الأحساء | استاد الأمير عبد الله الجلوي           | 20,000 | الثامن                  | متأهل إلى دوري أبطال العرب   |
| نادي الاتفاق        | يوسف الزواوي     | تونس      | دمام    | إستاد الأمير محمد بن فهد بن عبد العزيز | 30,000 | التاسع                  |                              |
| نادي القادسية       | دانيال لاناتا    | الأرجنتين | الخبر   | مدينة الأمير سعود بن جلوي الرياضية     | 10,000 | العاشر                  |                              |
| نادي الرائد         | أوريكو غوميز     | البرتغال  | بريدة   | مدينة الملك عبد الله الرياضية          | 35,000 | الحادي عشر              |                              |
| نادي نجران          | خوزيه راشاو      | البرتغال  | نجران   | ملعب نادي الأخدود                      | 8,000  | الثاني عشر              |                              |
| نادي الفيصلي        | زلاتكو زاليتش    | كرواتيا   | حرمة    | مدينة المجمعة الرياضية                 | 10,000 | الأول في الدرجة الأولى  |                              |
| نادي التعاون        | فلورين موترك     | رومانيا   | بريدة   | مدينة الملك عبد الله الرياضية          | 35,000 | الثاني في الدرجة الأولى |                              |

## تغييرات المدربين

### قبل الموسم
| الفريق       | المدرب السابق   | طريقة رحيل      | المدرب الجديد | التاريخ    |
| ------------ | --------------- | --------------- | ------------- | ---------- |
| نادي النصر   | جورج دا سيلفا   | عدم تجديد العقد | والتر زينغا   | مايو 2010  |
| نادي الشباب  | خايمي باتشيكو   | عدم تجديد العقد | جورج فوساتي   | يوليو 2010 |
| نادي الاتحاد | انزو هيكتور     | عدم تجديد عقد   | مانويل جوزيه  | يونيو 2010 |
| نادي الوحدة  | أوريكو غوميز    | عدم تجديد عقد   | جون كريستيان  | يونيو 2010 |
| نادي الأهلي  | سيرجيو فارياس   | إلغاء عقد       | سوليد يوهان   | يونيو 2010 |
| نادي الحزم   | لولا بيريرا     | عدم تجديد عقد   | لطفي رحيم     | يوليو 2010 |
| نادي الرائد  | اديسون سوزا     | عدم تجديد عقد   | لويس انطونيو  | يوليو 2010 |
| نادي الفيصلي | الهادي بن مختار | عدم تجديد عقد   | زلاتكو زاليتش | يوليو 2010 |
| نادي التعاون | عليه مسعود      | عدم تجديد عقد   | جورجي مولتسكو | يوليو 2010 |

### بعد بدء الموسم
| الفريق       | المدرب السابق     | طريقة رحيل    | المدرب الجديد    | التاريخ     |
| ------------ | ----------------- | ------------- | ---------------- | ----------- |
| نادي الأهلي  | سوليد يوهان       | إلغاء عقد     | ميلوفان راييفاتش | سبتمبر 2010 |
| نادي الحزم   | لطفي رحيم         | إلغاء عقد     | غوران ميسيفتش    | أكتوبر 2010 |
| نادي الهلال  | إيريك غيريتس      | إنهاء العلاقة | غابرييل كالديرون | نوفمبر 2010 |
| نادي نجران   | مراد العقبي       | إلغاء عقد     | خوزيه راشاو      | نوفمبر 2010 |
| نادي التعاون | جورجي مولتسكو     | إلغاء عقد     | فلورين موترك     | ديسمبر 2010 |
| نادي النصر   | والتر زينغا       | إلغاء عقد     | دراغان سكوسيتش   | ديسمبر 2010 |
| نادي الشباب  | جورج فوساتي       | إلغاء عقد     | انزو هيكتور      | ديسمبر 2010 |
| نادي الاتحاد | مانويل جوزيه      | استقالة       | أنتونيو أوليفيرا | ديسمبر 2010 |
| نادي الرائد  | لويس انطونيو      | إنهاء العلاقة | أوريكو غوميز     |             |
| نادي الوحدة  | جون كريستيان      | إنهاء العلاقة | مختار علي مختار  | ديسمبر 2010 |
| نادي الأهلي  | ميلوفان راييفاتش  | استقالة       | اليكساندر اليس   | فبراير 2011 |
| نادي الاتفاق | ستريتشكو ملادينوف | إنهاء العقد   | يوسف الزواوي     | مارس 2011   |

## جدول الترتيب
| المركز | فريق                    | لعب | ف  | ت  | خ  | له | عليه | فرق | نقاط | التأهل أو الهبوط                |
| ------ | ----------------------- | --- | -- | -- | -- | -- | ---- | --- | ---- | ------------------------------- |
| 1      | الهلال (C)              | 26  | 19 | 7  | 0  | 52 | 18   | +34 | 64   | التأهل إلى دوري أبطال آسيا 2012 |
| 2      | الاتحاد                 | 26  | 13 | 12 | 1  | 49 | 23   | +26 | 51   | التأهل إلى دوري أبطال آسيا 2012 |
| 3      | الاتفاق                 | 26  | 15 | 3  | 8  | 45 | 30   | +15 | 48   | التأهل إلى دوري أبطال آسيا 2012 |
| 4      | الشباب                  | 26  | 13 | 7  | 6  | 42 | 30   | +12 | 46   |                                 |
| 5      | النصر                   | 26  | 11 | 10 | 5  | 44 | 34   | +10 | 43   |                                 |
| 6      | الأهلي                  | 26  | 13 | 12 | 1  | 49 | 23   | +26 | 51   | التأهل إلى دوري أبطال آسيا 2012 |
| 7      | التعاون                 | 26  | 9  | 8  | 9  | 37 | 31   | +6  | 35   |                                 |
| 8      | قالب:Fb team Al-Faisaly | 26  | 10 | 5  | 11 | 39 | 47   | −8  | 35   |                                 |
| 9      | الفتح                   | 26  | 8  | 7  | 11 | 27 | 35   | −8  | 31   |                                 |
| 10     | الرائد                  | 26  | 7  | 9  | 10 | 31 | 40   | −9  | 30   |                                 |
| 11     | نجران                   | 26  | 8  | 2  | 16 | 33 | 52   | −19 | 26   |                                 |
| 12     | الوحدة                  | 26  | 6  | 6  | 14 | 43 | 44   | −1  | 24   |                                 |
| 13     | القادسية (R)            | 26  | 4  | 11 | 11 | 31 | 39   | −8  | 23   | الهبوط إلى دوري الدرجة الأولى   |
| 14     | الحزم (R)               | 26  | 1  | 3  | 22 | 13 | 70   | −57 | 6    | الهبوط إلى دوري الدرجة الأولى   |

آخر تحديث: 15 مايو 2011
المصدر: , League Table
قواعد ترتيب الفرق: 1 النقاط; 2 فرق الأهداف; 3 عدد الأهداف.
# = المركز ; لعب = المباريات الملعوبة; فاز = عدد مباريات الفوز; تعادل = عدد مباريات التعادل; خسر = عدد مباريات الخسارة; له = الأهداف التي سجلها; عليه = الأهداف التي استقبلها; +/- = فارق الأهداف; النقاط = النقاط ، (C) = البطل ، (R) = الهبوط

تأهل الأهلي إلى دوري أبطال آسيا بصفته بطل كأس خادم الحرمين الشريفين للأبطال 2011.
تم تنزيل الوحدة إلى دوري الدرجة الأولى بقرار من الاتحاد السعودي لكرة القدم وإبقاء القادسية في الدوري المحترفين السعودي

## الإحصائيات

### قائمة الهدافين
| #                      | اللاعب                 | النادي                 | الأهداف |
| ---------------------- | ---------------------- | ---------------------- | ------- |
| 1                      | فيكتور سيمويز          | الأهلي                 | 14      |
| 1                      | ناصر الشمراني          | الشباب                 | 14      |
| 1                      | يوسف السالم            | الاتفاق                | 14      |
| 4                      | مهند عسيري             | الوحدة                 | 13      |
| 4                      | ميجين ميميلي           | الفيصلي                | 13      |
| 6                      | نايف هزازي             | الاتحاد                | 12      |
| 7                      | ياسر القحطاني          | الهلال                 | 11      |
| 7                      | محمد الراشد            | الاتحاد                | 11      |
| مجموع الأهداف المسجلة: | مجموع الأهداف المسجلة: | مجموع الأهداف المسجلة: | 471     |
| عدد المباريات:         | عدد المباريات:         | عدد المباريات:         | 160     |
| المعدل:                | المعدل:                | المعدل:                | 2.94    |

## روابط خارجية
- الموقع الرسمي للاتحاد السعودي